# Bełżyce
Bełżyce là một thị trấn thuộc huyện Lubelski, tỉnh Lubelskie ở đông-nam Ba Lan. Thị trấn có diện tích 23 km². Đến ngày 1 tháng 1 năm 2011, dân số của thị trấn là 6908 người và mật độ 294 người/km².